# Biološka raznovrsnost
Biodiverzitet, bioraznolikost ili biološka raznovrsnost (grč.  + lat. diverssus, prošli particip od dīvertere – „da se skrene”), predstavlja raznovrsnost svih živih bića na planeti Zemlji. Obično se govori o tri nivoa biodiverziteta: nivo gena - genetički diverzitet, nivo vrsta - specijski diverzitet i nivo ekosistema - ekosistemski diverzitet. Genetički diverzitet predstavlja skup gena svih postojećih živih bića na našoj planeti pošto je svaki organizam neponovljiva kombinacija gena. Sve vrste na našoj planeti od postanka života do danas predstavljaju specijski diverzitet. Procenjuje se da na Zemlji živi preko 80.000.000 vrsta, a po nekim skromnijim procenama, taj se broj kreće oko 12 - 35.000.000 vrsta, i do sada je determinisano oko 1,7 miliona vrsta. Ekosistemski diverzitet predstavlja raznovrsnost staništa, biocenoza kao i svih procesa koje vrše organizmi u sklopu ekosistema. Raznovrsnost živog sveta najbolje je proučena kod evoluciono najsavršenijih biljaka i životinja pri čemu se misli na skrivenosemenice (cvetnice), među biljkama, odnosno, sisare, kičmenjake, u fauni. Prema biološkoj raznovrsnosti naša zemlja predstavlja jedan od 6 evropskih i jedan od 153 svetska centara biodiverziteta.
Biološka raznolikost je pojam koji opisuje činjenicu da na Zemlji nisu nikad postojala, ne postoje, niti (teorijski) mogu postojati dva biološki istovetna živa sistema. Bioraznolikost izumrlih i postojećih oblika života i njihovih zajednica može se proučavati na nivou sveukupnog živog sveta i viših sistematskih kategorija (organizacionih tipova ili porodica, na primer), među posmatranim vrstama živih bića ili među istovrsnim jedinkama i njihovim različito definisanim grupama. Bioraznolikost je dakle, sveukupno stanje i ukupni biološki potencijal promenljivosti, odnosno izvorni uslov opstanka žive supstance na Zemlji.
Biološke nauke koje se posebno intenzivno bave problemima, uzrocima i posledicama (tj. prirodom, procesima i pojavama promenljivosti životnih formi) – kao osnovnu jedinicu proučavanja uzimaju vrstu, odnosno intraspecijski i interspecijski biodiverzitet. Iako u tom pogledu postoje različite procene, smatra se da je do danas na našoj planeti poznato preko milion životinjskih i pola miliona biljnih vrsta, a da, zajedno sa neopisanim oblicima, taj broj doseže opseg i 3–10 miliona. Jedna od njih je i vrsta Homo sapiens („čovek razumni”), koja obuhvata sve ljude današnjice i njihove neposredne fosilne pretke.
Nakon pojave molekularnobioloških analiza, identifikacija evolucijskih linija i vrsta životnih oblika razvijala se strahovito brzo. Određene vrste molekulskih informacija, posebno sekvenci DNK, mogu pružiti jasniju podršku nego što su morfološki podaci ikada mogli poslužiti za identifikaciju vrsta, posebno kada su klasteru, odnosno su slične po izgledu. Molekulski markeri često mogu biti identifikovani mnogo manje dvosmisleno od morfoloških obeležja. Identifikacija vrsta je izuzetno važna za očuvanje biološke raznolikosti. Do danas je imenovano oko 1,9 miliona vrsta, ali se procenjuje da je njihov ukupni broj može biti bilo gde između 3-100 miliona, jer nije proučavan veliki broj životinja i biljaka. Na primjer, poznato je gotovo 300.000 vrsta cvetnica, ali njihov pravi broj može biti bliže 400.000, sa oko 2.000 vrsta koje se otkriju svake godine. Čak se i neopisani sisara i dalje otkrivaju. Njih oko 4.000 do 5.000 je identifikovano u zadnjih 20 godina 20. veka, a povremeno su otkriveni čak i relativno veliki sisari, kao što su saola (Pseudoryx nghetinhensis) ili oriksu (Oryx) slična životinja iz jugoistočne Aziji, opisana 1990-ih, a koja je svrstana u sopstveni rod.
Ispoljavanje bioraznolikosti unutar svake kategorije ima naglašene prostorne i vremenske dimenzije. Naučno je dokazana i na prvi pogled uočljiva činjenica da su – u istom vremenskom preseku (trenutku) promatranja – različiti živi sistemi, tj. jedinke i grupe (populacije. npr.) međusobno biološki nejednaki po nizu svojstava. Ta sveprisutna pojava se opisuje kao sinhrona (istovremena, istodobna) promenljivost. Budući da je njena osnovna odrednica prostor, češće se označava kao prostorna promenljivost. S druge strane, pojam alohronična (raznovremena, neistovremena) promenljivost opisuje pojavu dinamične raznolikosti istih živih sistema – jedinki i grupa – u vremenu, tj. činjenicu da nijedan od njih danas biološki nije ono što je bio „juče” niti je onakav kakav će biti „sutra”. Prema svojoj osnovnoj dimenziji – vremenu, ovakva promenljivost se označava i kao temporalna (vremenska). Ukupni sled (proces) promena jedinke, od začeća do smrti, označava se kao ontogeneza (ontogenetska promenljivost), a proces istorijskog menjanja prirodnih bioloških grupa je filogeneza (filogenetska promenljivost). Nauka o ontogenezi je ontogenija, a o filogenezi – filogenija.
Biodiverzitet obuhvata i varijabilnost i varijaciju (lat. varius – „različit”). Ovi termini se obično poistovećuju međusobno i sa pojmom promenljivosti uopšte. Međutim, u svom izvornom značenju, oni imaju različitu primenu:
- varijabilnost (engl. variability) opisuje sposobnost i pojavu vremenskog (alohroničnog) menjanja istih živih sistema (jedinki i grupa), dok je
- varijacija (engl. variation) primarno odnosi na prostornu ili sinhroničnu nejednakost različitih bioloških sistema.[23][24][25][26][27][28][29][30][31]

Bioraznolikost se može proučavati na svim nivoima organizaciono-funkcionalnog ustrojstva organizama: od molekulskog nivoa do individualne i grupne (populacione) bioraznolikosti do svekolike biosfere, a osnovne su: individualna bioraznolikost i populaciona bioraznolikost.

## Individualna bioraznolikost
Individualna bioraznolikost (raznolikost jedinki), odnosno individualnost ili individualna posebnost (kod čoveka: osobnost – personalnost), u ogromnoj većini populacija živih bića počiva na variranju izuzetno velikog broja kvalitativnih i kvantitativnih svojstava (osobina) i praktično neograničenim mogućnostima kombiniranja njihovih varijanti (fenotipova). U manjim grupama teško se mogu naći dve osobe koje imaju istovetnu varijantu samo jednog svojstva (krvnu grupu A, npr.); manje ih je koje su podudarne po dve osobine (krvna grupa A – plave oči, npr.), dok su obično retke one koje imaju istu kombinaciju tri svojstva (krvna grupa A – plave oči – crna kosa). Sa porastom broja posmatranih obeležja progresivno opada verovatnoća da će se i u velikim ljudskim grupama naći dve osobe sa istovetnom kombinacijom njihovih varijanti. Tako, npr. ako se proučava niz jednostavnih dimorfnih osobina, može se zapaziti da broj njihovih kombinacija raste geometrijskom progresijom, čija je baza 2 (= broj alternativnih varijanti), a potencija n (= broj obuhvaćenih svojstava). Dve takve osobine se mogu ispoljavati u 4 (= 22 ), tri u 8 (=23 ), četiri u 16 (24) različitih individualnih kombinacija itd; 210 = 1.024, 220 = 1.048.576, a 234 iznosi preko 17 milijardi, što više od tri puta premašuje ukupni broj (preko sedam milijardi) sadašnjih stanovnika naše planete, odnosno 1/5 svih ljudi koji su na njoj, do sada, postojali. Stotinak ovakvih svojstava daje broj kombinacija koji je daleko veći ne samo od ukupnog broja do sada rođenih ljudi nego i svih živih bića zajedno.
Krajnji obrisi genetičkih okvira individualne promenljivosti u svakoj vrsti organizama, tj. biološkog diverziteta tek se mogu naslutiti na osnovu novijih procena da, na primer, ljudski genom sadrži oko 30.000 lokusa (donedavno se manipuliralo i sa celih 100.000 jedinica), na kojima se javlja oko 7% (2.100) heterozigotnih, tj. dimorfnih ili polimorfnih gena, a računa se na čak i do 10.000 nemonomorfnih gena. Mogućnosti kombinovanja zigotnih genotipova (van srodstva) dosežu upravo fantastične razmere jer ako su oba roditelja heterozigotna po jednakom n istih gena, potencijalno mogu formirati  različitih zigota, a ako je, pritom, reč i o različitim genskim lokusima – taj broj iznosi . Na osnovu ovih procena postaje jasno zašto je ekstremno malo verovatno da su dva organizma ikada imala ili će ikada imati istovetnu genetičku konstelaciju, tj. podudarnu kombinaciju svih opisivih svojstava. Naučna zasnovanost ove hipoteze ne umanjuje ni činjenica da u toku reproduktivnog perioda stvara ograničen broj ženskih gameta, budući da u samo jednom ejakulatu može biti i oko 200 miliona spermatozoida. Ako se tome doda i plastičnost interakcije istih genotipova i različitih faktora životne sredine i ontogenetska promenljivost, potvrđuje se i opravdanost pretpostavke da broj mogućih geno–fenotipskih kombinacija u posmatranoj populaciji prevazilazi ukupnu količinu elektrona u kosmosu. Čak ni blizno ili multiplo potomstvo, nastalo bespolnim razmnožavanjem (kloniranjem) jednog zigota, nije biološki apsolutno identično. Na osnovu ovih pojednostavljenih procena i činjenice da je većina individualnih karakteristika najčešće polimorfna, postaje jasna naučna utemeljenost pretpostavke da broj mogućih individualnih posebnosti u svakoj vrsti prelazi ukupan broj elektrona u kosmosu. Zato svaka ljudska jedinka – svako od nas – predstavlja biološki jedinstvenu i neponovljivu prirodnu pojavu.

## Populaciona bioraznolikost
Populaciona bioraznolikost je elementarni preduslov svih mikroevolucijskih procesa. Iako imanentno izvire iz biološke različitosti pripadajućih individua, predstavlja novi – organizaciono viši nivo i kvalitet u odnosu na individualnu. Ona ima specifične manifestacije i mere. Bez obzira da li se posmatra kvalitativna ili kvantitativna individualna varijacija, grupno–specifična svojstva neminovno imaju količinske (kvantitativne) parametre.
Individue se međusobno razlikuju po varijantama i kategorijama pojedinih kvalitativnih ili kvantitativnih obeležja, a međugrupne razlike su redovno definisane kvantitetom (relativnom frekvencijom) individualnih fenotipova posmatranih svojstava i njihovih varijanti. Dve osobe se, na primer, mogu razlikovati i po tome što jedna ima krvnu grupu A, a druga B, dakle, po alternativnim kvalitetima (biohemijskoj strukturi) antigena krvnih grupa ABO sistema, dok se dve hipotetične populacije po ovom svojstvu diferenciraju tako što u jednoj od njih ima, recimo, 40% krvne grupe A i 15% grupe B, a za drugu istovremeno mogu biti karakteristične bilo koje niže ili više frekvencije ovih fenotipova (npr. 60% : 40%). Prema tome, kada je reč o kvalitativnim osobinama, osnovna mera međugrupnih razlika je relativna učestalost njihovih varijanti – izražena u obliku razlomka, proporcije, procenta, promila itd. Međutim, kada je reč o kvantitativnim obeležjima, neposrednim merenjem može se (na primer) utvrditi da je jedna osoba visoka tačno 162 cm, a druga 195,6 cm. Osnovni pokazatelj međugrupnih razlika prema tom svojstvu, međutim, nije nijedna od direktnih mera, nego njihova (posredno izvedena) srednja vrednost (x) koja u matičnoj populaciji prve jedinke može biti x=180 cm, a druge x =175 cm
Ovaj najgrublji pokazatelj grupnih svojstava (očito) ne pruža ni najelementarnije podatke o unutargrupnoj varijaciji obuhvaćenih individua, pa se isti njeni iznosi mogu javljati i u ekstremnim slučajevima (apsolutne homogenosti ili heterogenosti posmatranog uzorka i populacije, npr. svi ispitanici iste visine – svaki ispitanik različite visine). Najbitnije podatke o strukturi kompariranih grupa daju standardizovani statistički pokazatelji raspona variranja, relativne učestalosti i gustine disperzije kvantitativnih kategorija, među kojima su najznačajniji: kvartili, standardna devijacija, varijansa, standardna greška, koeficijent varijabilnosti i neki drugi. Ove osnovne karakteristike strukture svake posmatrane grupe omogućavaju primenu viših nivoa analize unutargrupne i međugrupne promenljivosti, odnosno prirode i značaja konstatovanih međugrupnih razlika.
Takođe se može zaključiti da se nijedna grupa osobina, bez obzira na tip i prirodu promenljivosti, ne odnosi ni na jednu od pripadajućih individua. Budući da je beskonačno mala verovatnoća pojave dve biološki identične osobe u celokupnom čovečanstvu svih vremena, teorijski je nemoguća i pojava dve biološki apsolutno jednake ljudske grupe.
Prema tome, identični „kvaliteti” (antigeni istog biohemijskog sastava) alternirajućih i kvantitativne kategorije fluktuirajućih osobina mogu se javljati u svim posmatranim ljudskim grupama, odnosno (sub)populacijama, koje se međusobno primarno razlikuju po relativnoj učestalosti individualnih fenotipova. U svakoj od njih, nezavisno od drugih, frekvencija svake kategorije posmatranih kvalitativnih i kvantitativnih svojstava se može kretati od 0 do 100%, a izuzimajući ona koja su međusobno vezana, nezavisno varira odnos fenotipova u svakom sistemu varijacije ponaosob. Može se zaključiti da izložene činjenice same po sebi jasno pokazuju da se nijedna grupna osobina, bez obzira na tip promenljivosti, ne može nužno i neposredno odnositi ni na jednu od pripadajućih individua. Ova nepobitna naučna činjenica redovno je i tendenciozno zanemarivana (ili pogrešno tumačena) u polazištima svih oblika diskriminacije (posebno rasne) na bazi grupnih bioloških specifičnosti. Budući da je beskonačno mala mogućnost pojave dve identične osobe u sveukupnom čovečanstvu (svih vremena), teorijski je nemoguće (po bilo kojem kriterijumu) definisati dve biološki apsolutno jednake ljudske grupe. Ta konstatacija se podjednako odnosi na sinhronične i alohronične relacije.
Osnovu temporalnog kontinuiteta grupne promenljivosti i njenog spacijalnog održavanja čini genski fond populacije (sadržan u skupu gameta svakog pokoljenja), a svaki individualni genotip je izraz empirijske složene verovatnoće spajanja gameta određene genetičke konstelacije. Feno–genotipski sastav svake populacije, prema tome, direktno zavisi od relativne frekvencije gena sa svih (hipotetičnih) 30.000 lokusa (ili 25.000, u šta se danas veruje). Na osnovu toga može se konstatovati da se relativne međugrupne razlike izvorno mogu svesti na specifičnosti frekvencije alternativnih varijanti pojedinih gena, tj. da je osnova biološke heterogenosti ljudskih grupa (populacija) sadržana u specifičnostima njihove genetičke strukture. Drugim rečina, dugoročni kontinuitet svih bioloških osobenosti svake populacije počiva na kontinuitetu i osobenostima njene genetičke strukture. Po njoj se ona manje ili više može razlikovati od ostalih istovrsnih populacija. Na toj osnovi počiva i svaka spoljna prepoznatljivost pojenih populacija, uključujući i ljudske rase.
Genetičke osobenosti neke ljudske populacije, dakle, mogu počivati na:
- (1) Prisustvu jednog ili više alelogena kojih u drugima uopšte nema;
- (2) Potpunom odsustvu alela koji se u ostalim populacijama redovno javljaju;
- (3) Obe ove pojave (što je najčešće).

Struktura i dinamika genskog fonda svake populacije imaju svoje osnovne parametre među kojima su najznačajniji učestalost pojedinih fenotipova, odnosno genotipova i odgovarajućih alela, feno–genotipski sistem formiranja reproduktivnih parova, njihova reproduktivna rata i distribucija genskih kombinacija u potomstvu te faktori, priroda i brzina menjanja njenog genetičkog sastava. Osnovni elementi populaciono–genetičke strukture i njihove međusobne kauzalne veze, nivoi i oblici ispoljavanja najjasnije se mogu sagledati proučavanjem hipotetičkih odnosa u genetički ravnotežnoj populaciji.

## Literatura
- Ђукановић, Мара: Еколошки изазов, Београд, 1991.
- Јанковић, М: Биодиверзитет, Београд, 1995.
- Јанковић, М., Ђорђевић, В: Примењена екологија, Научна књига, Београд, 1981.
- Јанковић, М: Фитоекологија, Београд, 1986.
- Станковић, С: Екологија животиња, Београд, 1979.
- Татић, Б, Костић, Г: Наша природна добра и потреба њихове заштите, ЦЕА и ЗУНС, Београд, 1996.
- Татић, Б, Балош, Д, Ђукић, Радмила, Карас, Мила: Ботанички приручник, Београд, 1998.
- Levin, Simon A. (2013). Encyclopedia of Biodiversity. ACADEMIC PressINC. ISBN 978-0-12-384719-5.
- Lévêque, Christian; Mounolou, Jean-Claude (2004). Biodiversity. Wiley. ISBN 978-0-470-84957-6.
- Margulis, Lynn; Schwartz, Karlene V.; Dolan, Michael (1999). Diversity of Life: The Illustrated Guide to the Five Kingdoms. Sudbury: Jones & Bartlett Publishers. ISBN 978-0-7637-0862-7.
- Markov, A. V.; Korotayev, A. V. (2007). „Phanerozoic marine biodiversity follows a hyperbolic trend”. Palaeoworld. 16 (4): 311—318. doi:10.1016/j.palwor.2007.01.002.
- Moustakas, A.; Karakassis, I. (2008). „A geographic analysis of the published aquatic biodiversity research in relation to the ecological footprint of the country where the work was done”. Stochastic Environmental Research and Risk Assessment. 23 (6): 737—748. doi:10.1007/s00477-008-0254-2.
- Novacek, Michael J. (2001). The Biodiversity Crisis: Losing what Counts. New Press. ISBN 978-1-56584-570-1.
- „D+C-Interview with Achim Steiner, UNEP: "Our generation's responsibility”. Архивирано из оригинала 01. 01. 2011. г.
- Mora, C.; Tittensor, D. P.; Adl, S.; Simpson, A. G. B.; Worm, B. (2011).  Mace, Georgina M, ур. „How Many Species Are There on Earth and in the Ocean?”. PLOS Biology. 9 (8): e1001127. PMC 3160336 . PMID 21886479. doi:10.1371/journal.pbio.1001127 .
- Pereira, H. M.; Navarro, L. M.; Martins, I. S. S. (2012). „Global Biodiversity Change: The Bad, the Good, and the Unknown”. Annual Review of Environment and Resources. 37 (1): 25—50. Bibcode:2012ARER...37...25P. doi:10.1146/annurev-environ-042911-093511.

## Spoljašnje veze
- „Бионет школа”. Архивирано из оригинала 23. 09. 2015. г. Приступљено 17. 08. 2015.
- Заштићена природа наше земље: Мало познато богатство Текст о националним парковима на сајту „Планета“; аутори Јелена Милосављевић, Весна струга и Зденко Штромар
- „Biodiversity Synthesis Report”. Архивирано из оригинала 21. 04. 2011. г.
- „ActionBioscience”. Архивирано из оригинала 21. 09. 2014. г.
- „C”. Архивирано из оригинала 27. 5. 2006. г.
- L., Haury (30. 11. 1998). „Teaching about Biodiversity”. Архивирано на веб-сајту  (21. април 2006)